# Burgeranch
La Burgerranch o Burger Ranch (in ebraico בורגראנץ'‎?) è una catena di ristoranti di fast food di origine israeliana. Nel 2010, la catena disponeva 107 ristoranti con oltre 1500 impiegati, in competizione principalmente con McDonald's e Burger King. Nel 2014, la catena subì un calo drastico, arrivando a possedere 79 ristoranti.

## Storia
Il primo ristorante della Burger Ranch, fu aperto nel 1972 a Tel Aviv, alla Ben Yehuda Street da Barry Scop e Ron Lapid. Nel 1978, fu aperto un secondo ristorante alla Ibn Gvirol Street. Mentre nel 1979, altre due filiali furono aperte a Ramat HaSharon e Dizengoff Center. Quando nel 1993, McDonald's si espanse anche in Israele, Burgeranch era la più grande catena di ristoranti in Israele, con 49 ristoranti.
Nel 1997, il 74% delle azioni di Burgerranch furono acquistate dalla Paz Oil Company Ltd. A fine 2001, la Paz finì di acquistare totalmente la compagnia, diventando a tutti gli effetti, i nuovi proprietari. Nuovi ristoranti furono aperti alle stazioni di servizio, della stessa Paz. Nel 2006, Paz vendette la catena all'imprenditore israeliano Yossi Hoshinski. A inizio 2008, Hoshinski morì a causa di un infarto e la società fallì. Solamente qualche mese più avanti, la Orgad Holdings acquisterà la Burgeranch per oltre 20 milioni di dollari.

### Fusione con Burger King
Nel 1992, quando Burger King entrò nel mercato israeliano, discusse un accordo con Burgeranch ma esso fu rifiutato. Col tempo, Burger King riuscì ad aprire oltre 50 ristoranti, Burgeranch per contrattaccare tentò di impadronirsi di Burger King in Israele, ma fu bloccato dalle leggi monopolistiche. Nel 2005, dopo che Burger King dichiarò bancarotta, fu acquistato da Orgad Holdings.
Nel 2010, Orgad Holdings dichiarò che Burger King in Israele, si sarebbe fuso insieme a Burger Ranch, al momento della fusione, entrambe le catene disponevano in totale 107 ristoranti.

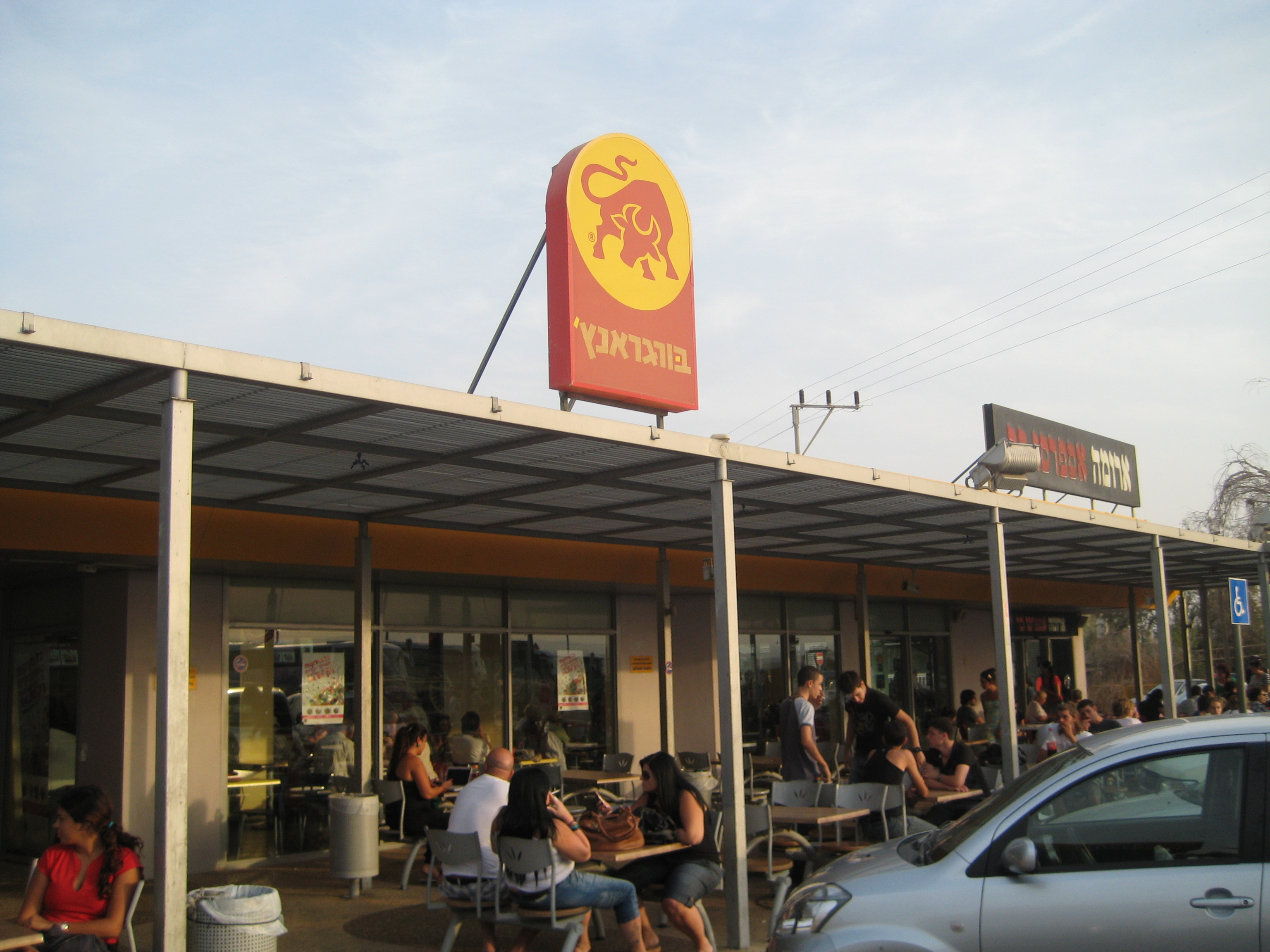
Un Burgeranch a Ein Hatzeva, Israele

A novembre 2014, fu riferito che un gruppo di investitori, erano in trattativa per l'acquisto di 51 locali dei 72 ristoranti di Burgeranch per la conversione in Burger Kings. Le restanti 22 località volevano chiuderle. L'accordo fallì però, Burger King sarebbe stato rilanciato a dicembre 2015.

### Aeroporto di Tel Aviv-Ben-Gurion

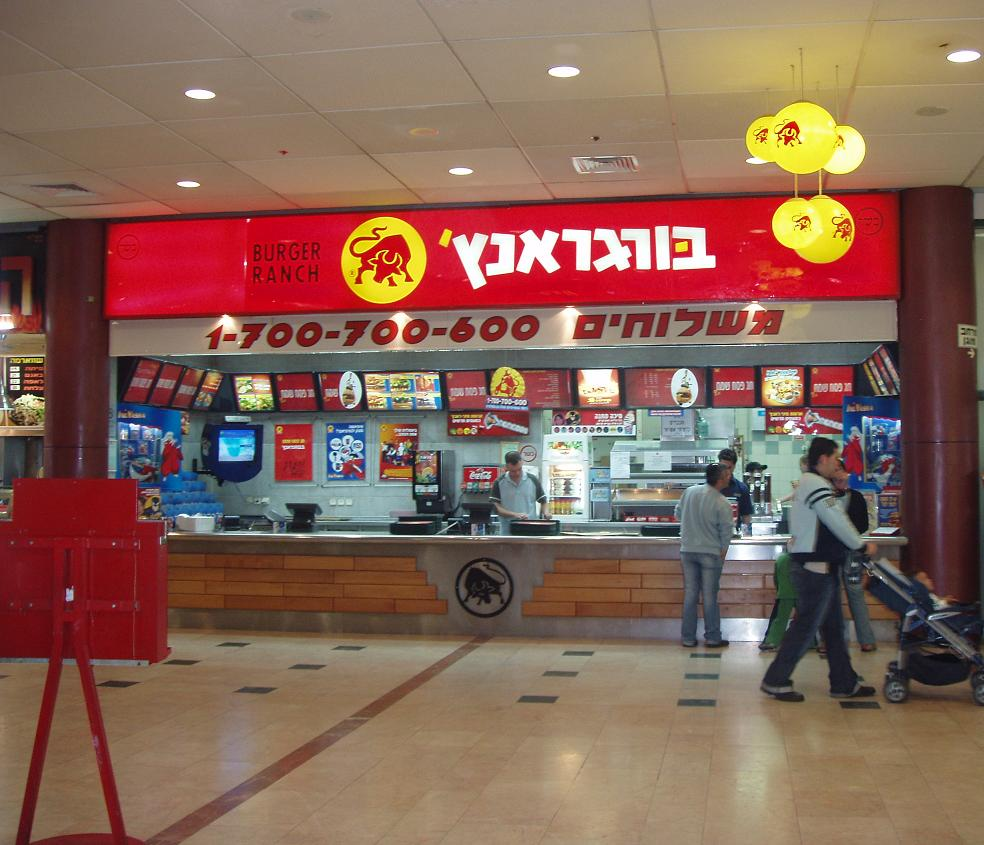
Un Burgeranch a Ashdod, Israele

A ottobre 2011 fu annunciato che Burgeranch aveva superato McDonald's per le due località principali all'Aeroporto Ben Gurion. Per via del grande afflusso di persone, si stima che queste due sedi abbiano fatturato 8 milioni di dollari l'anno, quattro volte il costo d'affitto dei due ristoranti (2,2 milioni).

## Casherut
Solamente i due terzi dei ristoranti di Burger Ranch, forniscono cibi che seguono il kashèr. Le motivazioni per la quale non tutti i ristoranti della catena, possono servire cibo kasher è per dispute aziendali. Oltre tutto, i ristoranti kasher certificati hanno l'obbligo di chiudere il sabato e durante le festività ebraiche. Ciò avviene perché un ristorante israeliano non è autorizzato a servire entrambi gli alimenti, per ovviare a questo problema, la catena ha deciso di rendere una parte dei suoi ristoranti solo kasher, mentre l'altra parte serve gli alimenti non-kasher.